# هوراس ألين
هوراس ألين (بالإنجليزية: Horace Allen)‏ هو لاعب كرة قاعدة أمريكي، ولد في 11 يونيو 1899 في ديلاند في الولايات المتحدة، وتوفي في 5 يوليو 1981 في كانتون في الولايات المتحدة.

## وصلات خارجية
- هوراس ألين على موقعبيزبول رفرنس.كوم (الدوري الرئيسي) (الإنجليزية)
- هوراس ألين على موقعبيزبول رفرنس.كوم (الدوري الثانوي) (الإنجليزية)